# Avicii
Avicii, właściwie Tim Bergling (ur. 8 września 1989 w Sztokholmie, zm. 20 kwietnia 2018 w Maskacie) – szwedzki DJ, producent muzyczny i autor tekstów. Występował również pod pseudonimami Tim Berg i Tom Hangs. Pseudonim artysty pochodzi od nazwy najniższego piekła w naukach buddyjskich.

## Życiorys

### Kariera
Jego jeden z pierwszych singli – „Seek Bromance”, podbił listy przebojów m.in. w Belgii, Holandii, ojczystej Szwecji, wreszcie, jako wersja z wokalem, UK Singles Chart w Wielkiej Brytanii i Beatport. Od tego momentu kariera Aviciiego zaczęła się szybko rozwijać, w efekcie czego DJ wydał takie tytuły, jak „Levels”, „My Feelings for You”, czy „Fade into Darkness”. W 2013 roku wspólnie z Bennym Anderssonem oraz Björnem Ulvaeusem z zespołu ABBA stworzyli oficjalny hymn Konkursu Piosenki Eurowizji 2013. Utwór „We Write a Story” został zaprezentowany podczas finału, w trakcie przemarszu wszystkich finalistów.
W zestawieniu DJ Mag Top 100 Avicii uzyskał trzydzieste dziewiąte miejsce w 2010, szóste w 2011 i 2014, trzecie w 2012 i 2013, siódme w 2015, jedenaste w 2016, dwudzieste ósme w 2017 roku oraz piętnaste w 2018.

### Problemy zdrowotne i śmierć
Avicii przez całą karierę muzyczną nadużywał alkoholu. Wywołało to problemy zdrowotne. W 2014 roku artysta przeszedł operację usunięcia pęcherzyka żółciowego, z kolei w 2016 roku przeszedł zabiegi związane z zapaleniem trzustki.
20 kwietnia 2018 roku Avicii popełnił samobójstwo podczas pobytu na urlopie w stolicy Omanu, Maskacie. Tydzień po śmierci artysty jego rodzina wydała oświadczenie, gdzie podano oficjalną przyczynę śmierci i szerszy kontekst sprawy – Avicii zmagał się z długotrwałymi atakami paniki, które wywoływały u niego „obezwładniający niepokój” przed koncertami na żywo. Przyczyną odebrania życia, wbrew wcześniejszym spekulacjom, były prawdopodobnie problemy psychiczne u artysty. Niektóre źródła podają, że zmarł w wyniku utraty sporej ilości krwi po pocięciu się szkłem z potłuczonej butelki po winie. Pochowany został 8 czerwca na cmentarzu Skogskyrkogården w Sztokholmie podczas prywatnego pogrzebu jedynie z rodziną i najbliższymi przyjaciółmi.
Po jego śmierci została założona fundacja „Tim Bergling Foundation”, która pomaga osobom chorym na depresję. 19 maja 2021 roku ogłoszono, że hala Globen będzie odtąd nosiła nazwę Avicii Arena, w hołdzie zmarłemu. Celem zmiany nazwy jest zwrócenie uwagi na choroby psychiczne wśród młodych ludzi, na które cierpiał artysta, a Fundacja Tima Berglinga stara się je ograniczyć. W 2021 roku Basshunter nagrał piosenkę "Life Speaks to Me" w hołdzie Aviciiemu.

### Muzyka
Jako inspirację dla swojej muzyki, Avicii wymienił Basshuntera, Swedish House Mafia oraz Daft Punk.

## Dyskografia

### Albumy studyjne
- Serial Records Clubbing 2012 (Vol. 1) (2012) (Street Dancer, Malo(Alex Gaudino & Jasoon Roney Remix) Snus & Tweet It)
- True (2013)
- Stories (2015)
- AVĪCI (01) (2017)
- Tim (2019)

## Filmografia
| Tytuł                              | Rok  | Rola        | Uwagi                                                    | Źródło |
| ---------------------------------- | ---- | ----------- | -------------------------------------------------------- | ------ |
| „Nothing But the Beat”             | 2011 | jako on sam | film dokumentalny, reżyseria: Huse Monfaradi             | [ 24 ] |
| „EDC 2013: Under the Electric Sky” | 2014 | jako on sam | film dokumentalny, reżyseria: Dan Cutforth, Jane Lipsitz | [ 25 ] |
| „Avicii: True Stories”             | 2017 | jako on sam | film dokumentalny, reżyseria: Levan Tsikurishvili        |        |
| „Avicii: I'm Tim”                  | 2024 | jako on sam | film dokumentalny, reżyseria: Henrik Burman              |        |
| „Avicii: My Last Show”             | 2024 | jako on sam | film dokumentalny, reżyseria: Henrik Burman              |        |

## Nagrody i wyróżnienia
| Rok  | Kategoria                              | Tytułem                       | Nagroda | Nota      | Źródło |
| ---- | -------------------------------------- | ----------------------------- | ------- | --------- | ------ |
| 2012 | Årets låt                              | „Levels”                      | Grammis | Laur      | [ 26 ] |
| 2012 | Årets svenska internationella framgång | Avicii                        | Grammis | Nominacja | [ 27 ] |
| 2012 | Årets elektro/dans                     | „Levels”/„Fade into Darkness” | Grammis | Nominacja | [ 28 ] |
| 2013 | Årets elektro/dans                     | „Superlove”/„Silhouettes”     | Grammis | Nominacja | [ 29 ] |
| 2014 | Årets album                            | True                          | Grammis | Nominacja | [ 30 ] |
| 2014 | Årets elektro/dans                     | Avicii                        | Grammis | Nominacja | [ 31 ] |
| 2014 | Årets artist                           | Avicii                        | Grammis | Laur      | [ 32 ] |
| 2014 | Årets låt                              | „Wake Me Up”                  | Grammis | Nominacja | [ 33 ] |
| 2015 | Årets låt                              | „The Days”                    | Grammis | Nominacja | [ 34 ] |
| 2015 | Årets elektro/dans                     | „The Days” / „Nights”         | Grammis | Nominacja | [ 35 ] |
| 2016 | Årets låt                              | „Waiting for Love”            | Grammis | Nominacja | [ 36 ] |
| 2016 | Årets elektro/dans                     | Stories                       | Grammis | Nominacja | [ 37 ] |